# Ренвалль, Хейкки
Хендрик (Хейкки) Габриель Ренвалль (фин. Henrik (Heikki) Gabriel Renvall; 19 января 1872, Турку, Великое княжество Финляндское, Российская империя — 1 июня 1955, Хельсинки) — финский юрист, экономист, редактор, педагог, профессор, политик и сенатор, деятель движения за независимость Финляндии. Один из пионеров экономической науки в Финляндии. Доктор права.

## Биография
Сын архиепископа Турку Торстена-Туре Ренвалля.
Получил высшее образование в Императорском Александровском университете в 1893 году со степенью бакалавра философии, получил степень бакалавра права в 1897 году и доктора наук в 1900 году.
Был членом редколлегии Западно-финского народного журнала с 1897 по 1899 год, исполняющим обязанности профессора экономики, финансов и статистики юридического факультета Гельсингфорсского университета. Ассистент в 1900—1903 гг. Работал юристом в Гельсингфорсе с 1902 по 1904 год и был главным редактором Helsingin Sanomat (1905—1906).
С 1906 по 1917 год — доцент экономики и статистики в Императорском Александровском университете, был исполняющим обязанности профессора экономики в технологическом университете Гельсингфорса. Профессор (1909—1911) и преподаватель сельскохозяйственной политики в Гельсингфорсском университете (1908—1909 и 1911—1913).
С 1906 по 1916 год — член исполнительного совета компании по страхованию жизни «Калева», занимал должность заместителя президента компании с 1916 по 1925 год, а также президента и главного исполнительного директора с 1925 по 1947 год. С 1947 по 1955 год — председателем Правительственного совета.
Политическая карьера Ренвалля началась, когда он был избран в Центральный комитет «Кагаали», движения сопротивления политике русификации, которое организовало пассивное сопротивление (1902—1905). Избирался в Законодательное собрание от мещанского сословия с 1904 по 1906 год. Был депутатом парламента от партии молодых финнов в 1907—1908 и 1910—1913 годах. В ноябре 1917 года стал членом независимого Сената Финляндии, возглавлял Торгово-промышленный комитет. На ранних этапах Гражданской войны в Финляндии занимал пост председателя Сената. После окончания Гражданской войны Ренвалль разработал закон о финском флаге. Ему поручили первым поднять новый государственный флаг над Сенатом 16 июня 1918 года.
Основал журнал Suomalainen Kansa и был его редактором с 1907 по 1911 год; он также был редактором «Социально-экономического журнала» с 1915 по 1920 год. Публиковал экономические работы.
Был женат на оперной певице Айно Акте.